# Владімір Сорія
Владімір Сорія (ісп. Vladimir Soria, нар. 15 липня 1964, Кочабамба) — болівійський футболіст, що грав на позиції півзахисника.
Виступав, зокрема, за клуб «Болівар», а також національну збірну Болівії.
Восьмиразовий чемпіон Болівії.

## Клубна кар'єра
У дорослому футболі дебютував 1981 року виступами за команду «Хорхе Вільстерман», у якій провів три сезони, взявши участь у 125 матчах чемпіонату. 
У 1985 році перейшов до клубу «Болівар», за який відіграв 15 сезонів. Більшість часу, проведеного у складі «Болівара», був основним гравцем команди. За цей час сім разів виборював титул чемпіона Болівії. Завершив професійну кар'єру футболіста виступами за команду «Болівар» у 2000 році.

## Виступи за збірну
У 1989 році дебютував в офіційних матчах у складі національної збірної Болівії.
У складі збірної був учасником чемпіонату світу 1994 року у США, розіграшу Кубка Америки 1997 року у Болівії, де разом з командою здобув «срібло», розіграшу Кубка конфедерацій 1999 року у Мексиці, розіграшу Кубка Америки 1999 року у Парагваї.
Загалом протягом кар'єри в національній команді, яка тривала 12 років, провів у її формі 51 матч, забивши 1 гол.

## Титули і досягнення
- Чемпіон Болівії (8):

«Болівар»: 1985, 1987, 1988, 1991, 1992, 1994, 1996, 1997
- Срібний призер Кубка Америки: 1997